# 朝议郎
朝议郎，中国古代官职文散阶中的一级，隋代为八郎之首，唐代文散分二十九阶，至宋代被废除。

## 历史沿革
开皇六年，隋文帝开始在六品以下设置文散官，而朝议郎位列正六品上，是诸郎之首。
武德元年，唐高祖在武德令内沿袭前朝，定朝议郎为正第六品上、文散官第十四阶。有唐一代，裴度、令狐楚等名臣都有任过朝议郎。
太平兴国元年，宋太宗以朝奉郎替代朝议郎，朝议郎一职就此正式被废除。